# Эгаль, Мохамед Хаджи Ибрагим
Мохамед Хаджи Ибрагим Эгаль (сомал. Maxamed Xaaji Ibraahim Cigaal, араб. محمد الحاج ابراهيم ايغال‎; 15 августа 1928, Оудвейне, Британское Сомали — 3 мая 2002, Претория, ЮАР) — сомалийский государственный деятель, премьер-министр Сомали (1960 и 1967—1969). После распада государства стал президентом самопровозглашённой республики Сомалиленд (1993—2002).

## Биография

### В Британском Сомалиленде
Родился в семье богатого торговца из клана Хабар-Аваль-Исаак, его мать происходила из клана Хабар-Юнис-Исаак.
Получил начальное и среднее образование на территории Британского Сомалиленда. В 1950—1954 гг. продолжил получение образования в Англии, где изучал политические и экономические науки.
Вошел в политику в 1950-х годах, когда стал членом Сомалийской национальной лиги (СНЛ), которая поддерживала независимость Британского Сомалиленда. В 1956 году он стал председателем отделения СНЛ в Бербере, в 1958 году был назначен генеральным секретарем партии.
В 1959 году был назначен первым министром Консультативного совета Британского Сомалиленда.

### Премьер-министр Сомали
26 июня 1960 года была провозглашена независимость государства Сомалиленд и он становится его первым премьер-министром. 1 июля 1960 года государство Сомалиленд объединилось с бывшей подопечной территорией Сомали в единое государство Сомали, и он опять был назначен первым премьер-министром объединённого государства. Занимал пост министра обороны (1960—1962) в правительстве Абдирашира Али Шермарка, затем стал министром образования (1962—1963).
После государственного переворота во главе с Шермарком в 1967 году вновь был назначен премьер-министром страны, одновременно занимал пост министра иностранных дел. Он был сторонником улучшения отношений с африканскими странами. Его правительству удалось нормализовать отношения с Эфиопией и Кенией. Он не отказался от территориальных претензий, однако надеялся решить все споры путём мирных переговоров.

### Правление Сиада Барре
В 1969 году он решил объединить армию с полицией, что вызвало протест со стороны офицерства. 15 октября собственным охранником был убит президент Шермарк. Группировка Эгаля выдвинула кандидата на пост президента М. Богора, сторонника проамериканской ориентации. Тогда в ночь на 21 октября офицеры сомалийской армии под руководством командующего армией генерал-майора Мохамеда Сиада Барре осуществили военный переворот и взяли власть в стране в свои руки. Бывшего главу правительства поместили под домашний арест. После своего смещения с поста премьер-министра он два раза попадал в тюрьму в годы правления Барре.
В 1976—1978 годах был послом Сомали в Индии. Затем был отозван и до 1982 года находился в одиночном заключении в печально тюрьме Лабатаан-Джиров. В 1983 году президентом Барре был назначен председателем Торгово-промышленной палаты, на этой должности находился до падения правящего режима в 1991 году.

### Президент Республики Сомалиленд
После падения режима Мохамеда Сиада Барре в 1991 году Сомали как единое государство перестало существовать. Северные области откололись от Могадишо и провозгласили независимость Республики Сомалиленд. Вначале Эгаль выступал против раскола страны, но после своего избрания на пост президента в 1993 году стал ярым противником воссоединения страны с Сомалилендом. В октябре 1994 года вспыхнули вооружённые столкновения между правительственными войсками и боевиками из клана исаак за контроль над аэропортом в Харгейсе. Силы Мохамеда Эгаля сумели отбить у вооружённых отрядов оппозиции аэропорт, после чего проигравшая сторона перегруппировала силы вблизи столицы Харгейсы. Спустя долгие годы борьбы ему удалось разоружить вооружённые группировки. На конференции в Харгейсе (1996/97) его президентские полномочия были продлены ещё на пять лет.
На посту президента Сомалиленда назначил комиссию по разработке проекта новой конституции. Несмотря на разногласия с парламентом, в 2001 году наконец был проведён референдум, на котором Конституция была принята подавляющим большинством избирателей. После этого он возглавил Объединённую демократическую народную партия (ОДНП). Ему удалось стабилизировать экономику самопровозглашённого государства, была введена новая валюта — сомалилендский шиллинг.

### Смерть
Эгаль умер 3 мая 2002 года в Претории, ЮАР, во время операции в военном госпитале. Его тело было возвращено в Сомалиленд для государственных похорон, после чего трое его сыновей похоронили его рядом с отцом в соответствии с его последним желанием. Сообщается, что на похоронах в Бербере присутствовало около 4 000 скорбящих. В связи со смертью Эгаля региональный парламент объявил семидневный траур. На следующий день Дахир Раяле Кахин был приведён к присяге в качестве нового президента.
Его имя было присвоено Международному аэропорту Харгейса.